# Manoir de Kernaudour
Le manoir de Kernaudour est situé sur la commune de Bégard en France.

## Localisation
Le manoir est situé sur la commune de Bégard, dans le département des Côtes-d'Armor, dans la région Bretagne.

## Description
Le manoir a disparu,  il ne subsiste que le colombier. À Bégard, le colombier de Kernaudour est juché sur un promontoire qui domine la vallée du Jaudy, flanqué de ses deux chênes bonzaï. Construit en granit, il a servi de base à la création du logo de la ville. L'arbre perché sur ce colombier a reçu le prix public du concours « Arbre de l'année 2013 ». Il est en lice pour le concours de l'arbre européen de l'année 2014. Ce colombier se situe dans le parc de loisirs d'Armoripark.

## Historique
L'ensemble est inscrit à l'inventaire général du patrimoine culturel.